# Mesa para los cuadros 71/2 y 71/1
Para la modalidad del juego de billar cuadro 71/2, se utiliza la mesa representada en la Figura 1.
Los cuadritos pequeños, llamados casillas de Parker, exigen el mismo requisito que los grandes para carambolear dentro de ellos. Se introdujeron para evitar una posición llamada ancla (bolas contrarias a ambos lados de la línea y apoyándose en la banda)que permitía series "legales" larguísimas.
- Datos: Q67758938
- Multimedia: Balkline billiards / Q67758938